# Nicolás Avellaneda

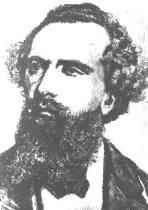
Nicolás Avellaneda

Nicolás Remigio Aurelio Avellaneda Silva (* 3. Oktober 1837 in San Miguel de Tucumán; † 25. November 1885 auf hoher See zwischen Frankreich und Argentinien) war ein argentinischer Jurist und Politiker. Von 1874 bis 1880 war er Staatspräsident.

## Leben und Wirken
Avellaneda entstammte einer Politikerfamilie: sein Vater war der Politiker Marco Avallaneda (1813–1841); Nicolás Avellaneda y Tula (1786–1855) war sein Großvater väterlicherseits; seine Mutter war Dolores Silva y Zavaleta. 
Als er vier Jahre alt war, wurde sein Vater von Truppen des Diktators Juan Manuel de Rosas exekutiert. Seine Mutter floh daher mit Familie nach Bolivien, wo er bis 1850 lebte. Er kehrte in diesem Jahr zurück, um an der Universität von Córdoba Recht zu studieren. Er unterbrach kurz vor Abschluss sein Studium, um mit seiner Familie in Tucumán zu leben; schloss aber sein Studium später in Buenos Aires ab. Er arbeitete in Tucumán und in Buenos Aires als Journalist und Rechtsanwalt. 1862 wurde er Abgeordneter in der Provinz Buenos Aires. 1866 wurde Avellaneda Regierungsminister unter Gouverneur Adolfo Alsina und später argentinischer Justizminister unter Präsident Sarmiento.
Am 6. August 1874 wurde er zum Präsidenten von Argentinien gewählt. Er trat sein Amt inmitten einer Revolution („la mitrista“, auch „Revolución de 1874“ genannt) an, durch die versucht werden sollte, Bartolomé Mitre zum Präsidenten zu machen. Am 17. Dezember des gleichen Jahres, etwa drei Monate nach seinem Amtsantritt, war der Aufstand zu Ende.
Avellaneda war ein Präsident, der vor allem versuchte, tausende von Emigranten und politisch Verfolgten wieder in das Leben der argentinischen Nation einzugliedern.
Auch das Ende seiner Präsidentschaft ist von einem Aufstand, dem Tejedor-Aufstand, gekennzeichnet. Dieser Aufstand, der sich gegen die Erhebung Buenos Aires’ zur Bundesstadt (Distrito Federal) richtete, wurde erfolgreich niedergeschlagen und so wurde die Erhebung am 21. September 1880 durch den Kongress beschlossen.
Nach seiner Präsidentschaft war er Rektor der Universität von Buenos Aires und Senator.
Er starb 1885 an Bord eines Schiffes auf der Rückreise von Frankreich, wo er medizinische Behandlung suchte, nach Argentinien.
Die Avenida Avellaneda in Buenos Aires, der Puente Nicolás Avellaneda zwischen ersterem und Avellaneda sowie diese Stadt sind nach ihm benannt. Ferner ist er Namensgeber für die Islas Avellaneda in der Antarktis.